# Heterogorgia theophilasi
Heterogorgia theophilasi är en korallart som först beskrevs av Germanos 1896.  Heterogorgia theophilasi ingår i släktet Heterogorgia och familjen Plexauridae. Inga underarter finns listade i Catalogue of Life.